# 德克六世
德克六世（荷蘭語：Dirk VI van Holland，約1114年－1157年8月5日），荷蘭伯爵，1121年至1157年在位。

## 家庭
1135年左右，德克六世與萊茵埃克的索菲結婚，兩人共有四個兒子：
1. 弗洛里斯（—1190年）
2. 奧托（—1208年）
3. 博杜安（英语：Baldwin II van Holland）（—1196年）
4. 德克（—1197年）